# Ernst Hilmar
Pour les articles homonymes, voir Hilmar.
Ernst Hilmar, né le 20 septembre 1938 à Graz (Autriche) et mort le 23 novembre 2016 à Villach (Autriche), est un bibliothécaire, éditeur et musicologue autrichien.

## Biographie
Hilmar a étudié la musicologie à l'Université de Graz et à l'Académie de musique et des arts du spectacle de Vienne. Il a soutenu une thèse en musicologie à l'Université de Graz. 
De 1975 à 1994, il a dirigé la section de musique de la bibliothèque de Vienne. Il a dû quitter ce poste en 1994. A compter de 1987, il dirigeait aussi l'Institut International Franz Schubert de Vienne et éditait le journal Schubert durch die Brille (1988-2003). 
Il a arrêté ces activités en 2001 mais a continué à éditer le journal de l'Institut. En 2005, les successeurs de Hilmar, Thomas Aigner et Michael Lorenz, ont fermé l'Institut. Les publications de Hilmar incluent des livres sur Franz Schubert, Hugo Wolf, Johann Strauss, la seconde école de Vienne ainsi que des contributions à des colloques et à des dictionnaires. 
Il a travaillé aussi notamment sur les œuvres des compositeurs Arnold Schönberg, Alban Berg, Ernst Krenek, Anton Webern, Richard Wagner et Leoš Janáček. Il a dirigé en 2004 une Schubert-Enzyklopädie et en 2007 une Hugo Wolf Enzyklopädie.

## Publications
- Wozzeck von Alban Berg : Entstehung, erste Erfolge, Repressionen (1914-1935), Vienne, Universal Edition, 1975.
- Verzeichnis der Schubert-Handschriften in der Musiksammlung der Wiener Stadt und Landesbibliothek, Cassel, Bärenreiter, 1978.
- Franz Schubert et la symphonie : éléments d'une nouvelle perspective, avec Harry Halbreich et Paul-Gilbert Langevin, textes réunis et adaptés par Paul-Gilbert Langevin, Paris, La Revue musicale, 1982.
- Franz Schubert, Reinbek, Rowohlt, 1997.
- Franz Schubert 4. Auflage, Reinbeck, Rowohlt, 2002.
- Hugo Wolf Enzyklopädie : 518 Einzelartikel zu Leben und Werk, Umfeld und Rezeption, Tutzing, H. Schneider, 2007.